# Coppa del Mondo juniores di slittino 2009
La Coppa del Mondo juniores di slittino 2008/09, sedicesima edizione della manifestazione organizzata dalla Federazione Internazionale Slittino, è iniziata il 21 novembre 2008 a Cesana Torinese, in Italia, e si è conclusa il 24 gennaio 2009 a Innsbruck, in Austria. Si sono disputate diciotto gare: sei nel singolo uomini, nel singolo donne e nel doppio in sei differenti località.
L'appuntamento clou della stagione sono stati i campionati mondiali juniores 2009 disputatisi sulla pista olimpica di Nagano, in Giappone, competizione non valida ai fini della Coppa del Mondo.

## Risultati

### Singolo uomini
| Data             | Località             | Nazione  | Primo classificato     | Secondo classificato           | Terzo classificato             |
| ---------------- | -------------------- | -------- | ---------------------- | ------------------------------ | ------------------------------ |
| 22 novembre 2008 | Cesana Torinese      | Italia   | Ralf Palik Germania    | Sascha Benecken Germania       | Reinhard Egger Austria         |
| 6 dicembre 2008  | Schönau am Königssee | Germania | Ralf Palik Germania    | Sascha Benecken Germania       | Julian von Schleinitz Germania |
| 13 dicembre 2008 | Oberhof              | Germania | Ralf Palik Germania    | Sascha Benecken Germania       | Semën Pavličenko Russia        |
| 10 gennaio 2009  | Winterberg           | Germania | Ralf Palik Germania    | Julian von Schleinitz Germania | Sascha Benecken Germania       |
| 17 gennaio 2009  | Altenberg            | Germania | Ralf Palik Germania    | Julian von Schleinitz Germania | Sascha Benecken Germania       |
| 24 gennaio 2009  | Innsbruck            | Austria  | Reinhard Egger Austria | Sascha Benecken Germania       | Robert Huerbin Stati Uniti     |

### Singolo donne
| Data             | Località             | Nazione  | Prima classificata      | Seconda classificata      | Terza classificata        |
| ---------------- | -------------------- | -------- | ----------------------- | ------------------------- | ------------------------- |
| 21 novembre 2008 | Cesana Torinese      | Italia   | Julija Artem'eva Russia | Anne Pietrasik Germania   | Lisa Liebert Germania     |
| 5 dicembre 2008  | Schönau am Königssee | Germania | Carina Schwab Germania  | Lisa Liebert Germania     | Madeleine Teuber Germania |
| 13 dicembre 2008 | Oberhof              | Germania | Carina Schwab Germania  | Lisa Liebert Germania     | Madeleine Teuber Germania |
| 9 gennaio 2009   | Winterberg           | Germania | Carina Schwab Germania  | Lisa Liebert Germania     | Madeleine Teuber Germania |
| 16 gennaio 2009  | Altenberg            | Germania | Lisa Liebert Germania   | Madeleine Teuber Germania | Carina Schwab Germania    |
| 23 gennaio 2009  | Innsbruck            | Austria  | Carina Schwab Germania  | Madeleine Teuber Germania | Daniela Schwab Germania   |

### Doppio
| Data             | Località             | Nazione  | Primi classificati                     | Secondi classificati                   | Terzi classificati                          |
| ---------------- | -------------------- | -------- | -------------------------------------- | -------------------------------------- | ------------------------------------------- |
| 21 novembre 2008 | Cesana Torinese      | Italia   | Luboš Jíra Matěj Kvíčala Rep. Ceca     | Nico Walther Nico Grünneker Germania   | Tristan Walker Justin Snith Canada          |
| 5 dicembre 2008  | Schönau am Königssee | Germania | Nico Walther Nico Grünneker Germania   | Daniel Rothamel Chris Rohmeiß Germania | Nico Grüssner Toni Förtsch Germania         |
| 12 dicembre 2008 | Oberhof              | Germania | Daniel Rothamel Chris Rohmeiß Germania | Nico Walther Nico Grünneker Germania   | Aleksandr Denis'ev Vladislav Antonov Russia |
| 9 gennaio 2009   | Winterberg           | Germania | Nico Walther Nico Grünneker Germania   | Daniel Rothamel Chris Rohmeiß Germania | Luboš Jíra Matěj Kvíčala Rep. Ceca          |
| 16 gennaio 2009  | Altenberg            | Germania | Nico Walther Nico Grünneker Germania   | Daniel Rothamel Chris Rohmeiß Germania | Luboš Jíra Matěj Kvíčala Rep. Ceca          |
| 23 gennaio 2009  | Innsbruck            | Austria  | Daniel Rothamel Chris Rohmeiß Germania | Nico Walther Nico Grünneker Germania   | Luboš Jíra Matěj Kvíčala Rep. Ceca          |

## Classifiche

### Singolo uomini[1]
| Pos. | Nome                  | Nazione  | CES | KÖN | OBE | WIN | ALT | INN | Totale |
| ---- | --------------------- | -------- | --- | --- | --- | --- | --- | --- | ------ |
| 1    | Ralf Palik            | Germania | 1   | 1   | 1   | 1   | 1   | DNF | 500    |
| 2    | Sascha Benecken       | Germania | 2   | 2   | 2   | 3   | 3   | 2   | 480    |
| 3    | Julian von Schleinitz | Germania | 5   | 3   | 4   | 2   | 2   | 13  | 385    |
| 4    | Reinhard Egger        | Austria  | 3   | 4   | 5   | DNF | 4   | 1   | 345    |
| 5    | Philip Görlitzer      | Germania | 8   | 5   | 15  | 7   | 8   | 4   | 271    |

### Singolo donne[2]
| Pos. | Nome             | Nazione  | CES | KÖN | OBE | WIN | ALT | INN | Totale |
| ---- | ---------------- | -------- | --- | --- | --- | --- | --- | --- | ------ |
| 1    | Carina Schwab    | Germania | 4   | 1   | 1   | 1   | 3   | 1   | 530    |
| 2    | Lisa Liebert     | Germania | 3   | 2   | 2   | 2   | 1   | 4   | 485    |
| 3    | Madeleine Teuber | Germania | -   | 3   | 3   | 3   | 2   | 2   | 380    |
| 4    | Anne Pietrasik   | Germania | 2   | 5   | 5   | 5   | 4   | 5   | 365    |
| 5    | Daniela Schwab   | Germania | 14  | 4   | 4   | 4   | 5   | 3   | 333    |

### Doppio[3]
| Pos. | Nome                          | Nazione   | CES | KÖN | OBE | WIN | ALT | INN | Totale |
| ---- | ----------------------------- | --------- | --- | --- | --- | --- | --- | --- | ------ |
| 1    | Nico Walther Nico Grünneker   | Germania  | 2   | 1   | 2   | 1   | 1   | 2   | 555    |
| 2    | Daniel Rothamel Chris Rohmeiß | Germania  | -   | 2   | 1   | 2   | 2   | 1   | 455    |
| 3    | Luboš Jíra Matěj Kvíčala      | Rep. Ceca | 1   | 5   | 15  | 3   | 3   | 3   | 391    |
| 4    | Nico Grüssner Toni Förtsch    | Germania  | 6   | 3   | 5   | 5   | 6   | 4   | 340    |
| 5    | Tristan Walker Justin Snith   | Canada    | 3   | 4   | 4   | 11  | 7   | 9   | 309    |